# FK Astana
Futboł Kłuby Astana (kaz. Футбол Клубы Астана, ang. Football Club Astana) – kazachski klub piłkarski z siedzibą w Astanie, grający w kazachskiej Priemjer Ligasy.

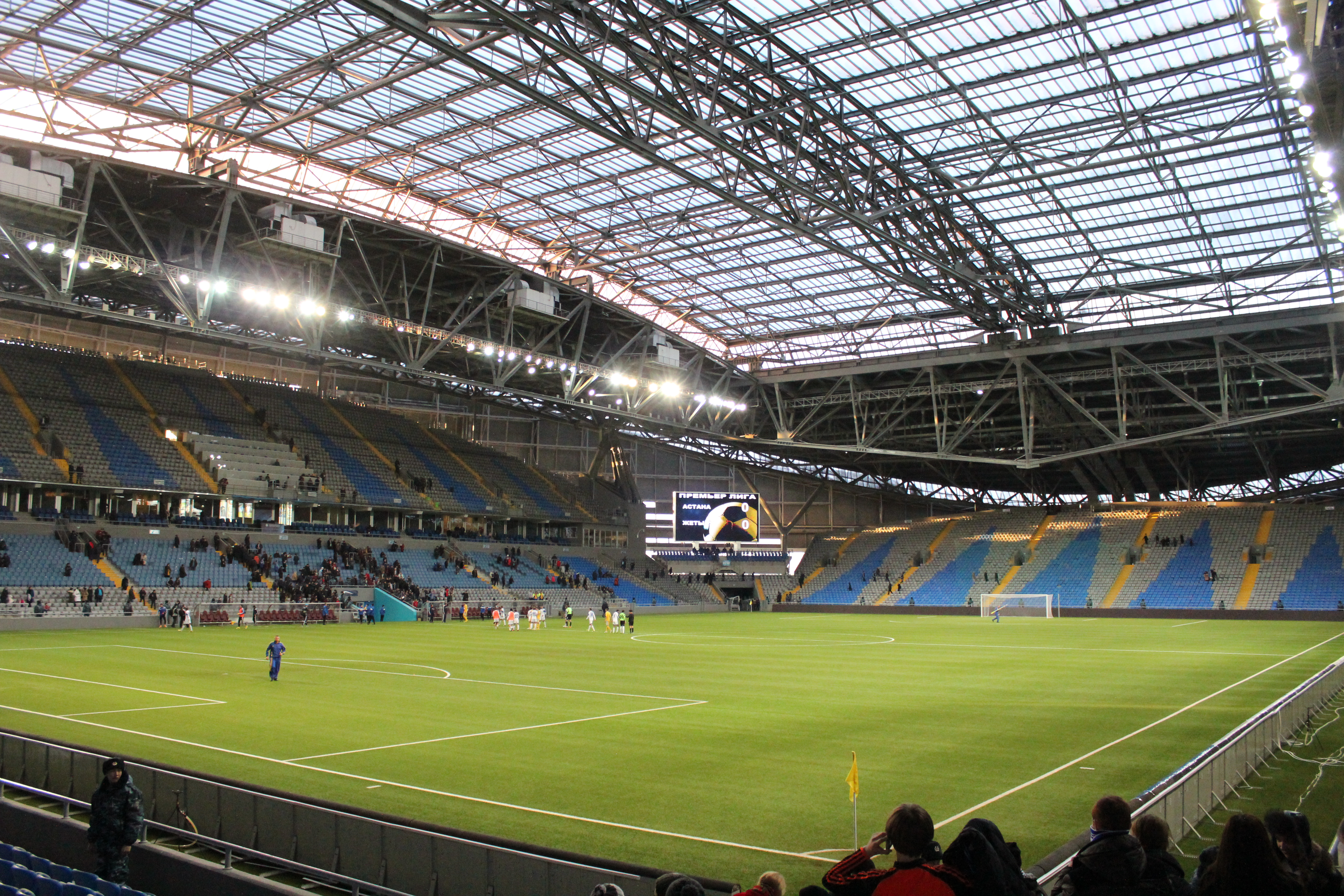
Astana Arena

## Historia
Chronologia nazw:
- 2009-2011: Lokomotiw Astana (kaz. Локомотив Астана)
- Od 2011: FK Astana (kaz. ФК Астана)

Klub został założony w styczniu 2009 r. jako Lokomotiw Astana. Powstał w wyniku fuzji dwóch pierwszoligowych klubów FK Ałmaty i Megasport Ałmaty. Głównym sponsorem jest firma KTŻ. Pierwszym w historii klubu trenerem był wybrany Wachid Masudow, którego już w marcu 2009 r. zmienił Siergiej Juran. Do klubu zaproszono wielu znanych piłkarzy. 1 czerwca 2011 r. klub zmienił nazwę na FK Astana. FK Astana jako pierwszy klub piłkarski z Kazachstanu zagrał w fazie grupowej Ligi Mistrzów UEFA. Dokonał tego 26 sierpnia 2015 r. po wygranym dwumeczu z APOEL-em Nikozja 2-1

## Obecny skład
Stan na 20 lipca 2022
| Nr | Poz. | Piłkarz                    |
| -- | ---- | -------------------------- |
| 3  | OB   | Arciom Rachmanau           |
| 5  | OB   | Michaił Gabyszew           |
| 6  | OB   | Bryan Silva Garcia         |
| 7  | PO   | Maks Ebong                 |
| 8  | PO   | Isłambek Kuat              |
| 9  | PO   | Rai Vloet                  |
| 10 | NA   | Marin Tomasov              |
| 11 | PO   | Asłan Darabajew            |
| 13 | PO   | Kamo Howhannisjan          |
| 14 | PO   | Jérémy Manzorro            |
| 15 | OB   | Abzał Bejsebekow (kapitan) |
| 17 | NA   | Abat Ajymbetow             |
| 18 | OB   | Sagi Sowet                 |

| Nr | Poz. | Piłkarz                                            |
| -- | ---- | -------------------------------------------------- |
| 20 | NA   | Władisław Prokopienko                              |
| 22 | PO   | Sułtan Sagnajew                                    |
| 23 | OB   | Dzianis Palakou                                    |
| 27 | OB   | Timur Dosmagambietow                               |
| 28 | PO   | Jurij Piercuch                                     |
| 31 | BR   | Danił Podymski                                     |
| 32 | OB   | Tałgat Kusiapow                                    |
| 33 | OB   | Danyło Beskorowajny (wyp. z DAC-u Dunajská Streda) |
| 34 | BR   | Marko Milošević                                    |
| 52 | OB   | Rachat Maratow                                     |
| 55 | BR   | Aleksandr Zarucki                                  |
| 72 | NA   | Stanisław Basmanow                                 |
| 77 | NA   | Pedro Eugénio                                      |

### Piłkarze na wypożyczeniu
| Nr | Poz. | Piłkarz                                                        |
| -- | ---- | -------------------------------------------------------------- |
|    | PO   | Żasłan Kairkenow (wypożyczony do Aksu FK do 31 grudnia 2022)   |
|    | PO   | Mejrambek Kałmyrza (do Okżetpesu Kokczetaw do 31 grudnia 2022) |

## Zawodnicy

### Reprezentanci krajów w barwach klubu
- Andriej Karpowicz
- Maksim Shatskix
- Andriej Tichonow
- Jegor Titow

## Sukcesy
- Priemjer Ligasy (7): mistrzostwo (2014, 2015, 2016, 2017, 2018, 2019, 2022)
- Puchar Kazachstanu (3): 2010, 2012, 2016
- Superpuchar (6): 2011, 2015, 2018, 2019, 2020, 2023
- Awans do fazy grupowej Ligi Mistrzów 2015/2016 po wyeliminowaniu w fazie play-off cypryjskiego klubu APOEL Nikozja (1-0; 1-1)[2].